# Zainab Fasiki
Zainab Fasiki (Fez, Marruecos, julio de 1994) es una dibujante e ilustradora feminista marroquí.

## Biografía
Después de mudarse a Casablanca en septiembre de 2014, Zainab creó alianzas entre diferentes organizaciones culturales para desarrollar su pasión por el arte y la tecnología.
Se graduó de la Escuela Nacional de Electricidad y Mecánica en Casablanca obteniendo el título de Ingeniería Mecánica Industrial.
Es una dibujante autodidacta
Zainab es colaboradora del colectivo que publica la revista Skefkef, una tira cómica que ha reunido las obras de varios artistas marroquíes.
Organiza talleres diseñados para presentar a los estudiantes de secundaria a la cultura DIY (Hágalo usted mismo) e instalaciones electrónicas con la organización Morocco Makers.
Publicó su primer cómic llamado Omor ("Cosas") donde explora las dificultades de la vida de una mujer en Marruecos y denuncia las desigualdades de género a través de tres personajes que son jóvenes marroquíes.
Dirige la residencia artística WOMEN POWER que alienta a niñas en los campos de las artes en Marruecos, donde se enseña arte y feminismo.
Utiliza sus conocimientos en ingeniería para fabricar bricolaje en fab labs y festivales para hacer instalaciones electrónicas interactivas.
Zainab tiene como objetivo mostrar al mundo que las mujeres pueden hacer maravillas al igual que los hombres y que todos los géneros pueden vivir en paz en este mundo.